# Black Veil Brides
Black Veil Brides es una banda estadounidense de rock con sede en Hollywood, California. El grupo se formó en 2006 en Cincinnati, Ohio, y actualmente está compuesto por Andy Biersack (voz principal), Jake Pitts (guitarra principal), Jinxx (guitarra rítmica, violín), Lonny Eagleton (bajo) y Christian "CC" Coma (batería). Black Veil Brides es conocido por su uso de maquillaje negro, pintura corporal, ropa ajustada con tachuelas negras y cabello largo, todos inspirados en las bandas KISS y Mötley Crüe, así como en otras bandas de glam metal de la década de 1980.

## Historia

### Formación y primeros años (2006-2009)
Black Veil Brides se formó originalmente en Cincinnati, Ohio, en 2006 por Andy Biersack, Johnny Herold y Phil Cennedella. Finalmente, Andy se mudó a Los Ángeles, California. A principios de 2009, formó una nueva banda con el nombre actual de Black Veil Brides, con una formación compuesta por Biersack, el guitarrista Chris Hollywood y la baterista Sandra Alvarenga, a quienes pronto se unieron el bajista Ashley Purdy y el guitarrista Pan the Gypsy; firmaron con el sello independiente StandBy Records. Chris Hollywood y Pan the Gypsy luego abandonaron la banda y fueron reemplazados por Jinxx y Jake Pitts.
Purdy también explicó el significado del nombre de la banda "Black Veil Brides": 

Black Veil Brides es un término católico romano utilizado para cuando una mujer se casa con la iglesia y renuncia a todos los placeres de la vida para dedicar su vida a Dios. Luego se la considera una novia del velo negro. Una especie similar a una banda de rock en la que tienes que renunciar a muchas cosas en busca de lo que te apasiona o en lo que crees. También tiene la dicotomía de lo positivo y lo negativo. El momento más feliz de la vida, podría ser casarse. Y lo contrario de eso en la vida sería en el funeral de un ser querido. Todo tiende a encajar muy bien para una banda de rock oscura y pesada.

 El proceso de escritura para una gira y un álbum comenzó de inmediato. En diciembre de 2009, la banda se embarcó en su primera gira por Estados Unidos, titulada "On Leather Wings".

### We Stitch These Wounds(2009-2010)
El álbum debut del grupo We Stitch These Wounds fue lanzado el 20 de julio de 2010 y vendió más de 10 000 copias en su primera semana, ubicándose en el puesto número #36 en la lista Billboard 200 y en el número 1 en la lista Billboard Independent. Poco después del lanzamiento del álbum, Sandra Alvarenga fue reemplazada por Christian "CC" Coma. A finales de 2010, Black Veil Brides se fue de gira con las bandas The Birthday Massacre, Dommin y Aural Vampire.
Black Veil Brides llamó la atención por primera vez del presidente de Lava Records, Jason Flom, cuando el director de música de Hot Topic, John Kirkpatrick, le contó sobre el increíble zumbido que se estaba formando alrededor de la banda, con su camiseta atrayendo las segundas ventas más grandes en el país en ese punto. Lo que fue aún más impresionante fue que habían construido sus seguidores fanáticos de una manera "DIY", como al hacer sus propios vídeos auto financiados. Cuando Flom escuchó su música y conoció al grupo, decidió que eran exactamente lo que había estado buscando, y luego comentó a HitQuarters:

Están trayendo de vuelta lo que faltaba durante más de una década: son héroes del rock que son realmente más grandes que la vida. El maquillaje, el cabello, el cuero, y lo más importante, tienen excelentes canciones, excelentes toques...

Flom luego hizo un trato con Neil Sheehan, fundador de StandBy Records, para firmar la banda con Lava.

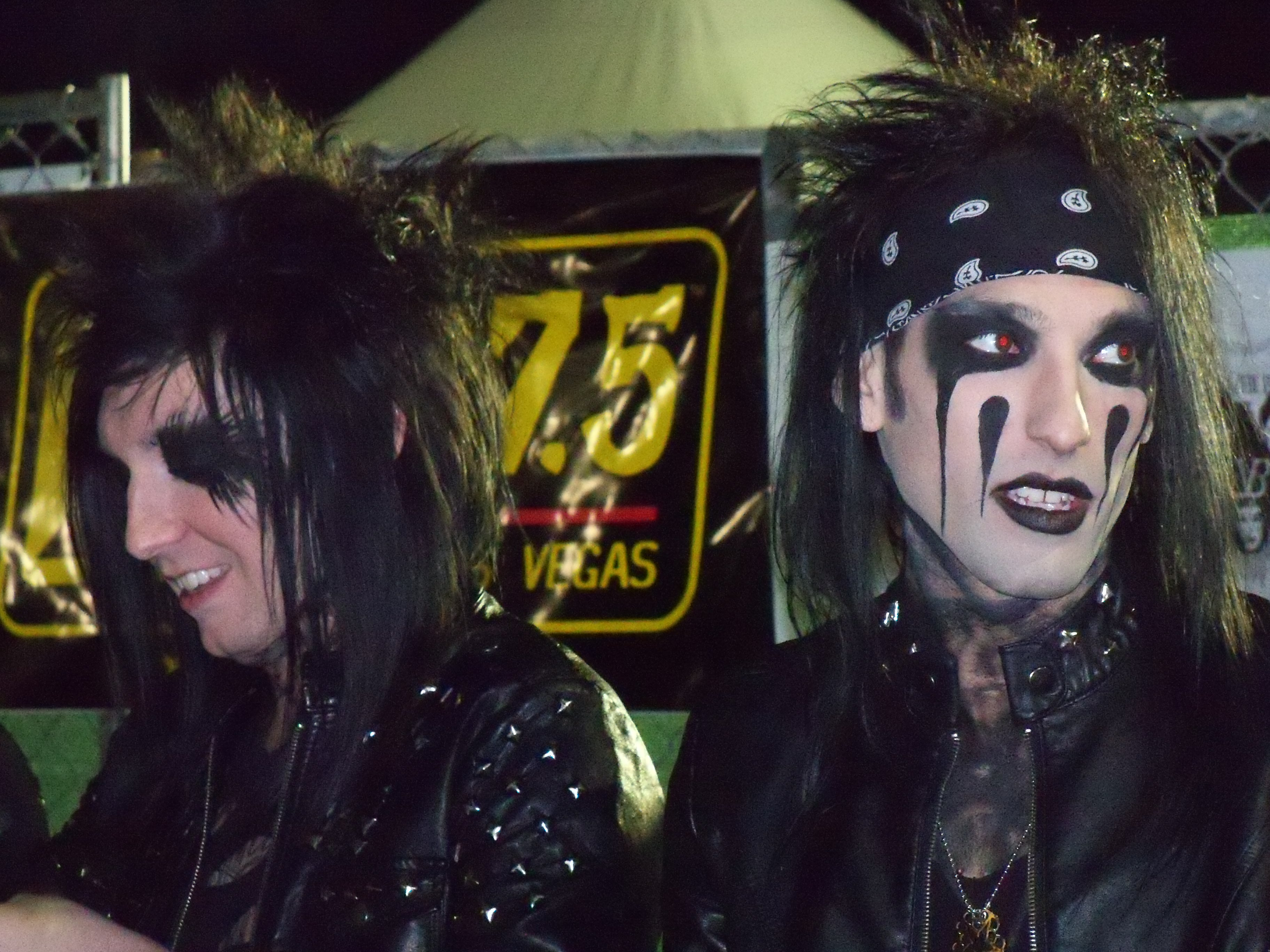
Jake Pitts (izquierda) y CC (derecha) en una mesa de autógrafos en Las Vegas en marzo de 2011.

Black Veil Brides apoyó a los Murderdolls en el "God Save The Scream Tour" 2011 y también recorrió América en el AP Tour del 18 de marzo al 6 de mayo. La banda continuó con el Vans Warped Tour, que comenzó el 24 de junio de 2011 y terminó el 14 de agosto del mismo año. Sin embargo, el 18 de junio, Andy cayó de un pilar mientras cantaba y se rompió las costillas, lo que provocó que se perdieran la primera semana de la gira. La banda también actuó en festivales como el Download Festival en el Reino Unido y en el Bamboozle. La banda también tocó en el festival Rock am Ring en el complejo de automovilismo de Nürburgring en Nürburg, Alemania, en junio de 2011. El 20 de abril, se reveló que la banda había ganado el Premio Golden Gods de la revista Revolver al Mejor Artista Nuevo, el premio Kerrang! a mejor recién llegado, Y fueron nominados para el premio Kerrang! al mejor recién llegado internacional.

### Set The World On FireyRebels(2011-2012)
El segundo álbum de estudio de la banda, Set the World on Fire, fue lanzado el 14 de junio de 2011 a través de Lava Music/Universal Republic Records. La portada fue lanzada en abril. La canción principal de Set the World on Fire fue planeada para su uso en la película Scream 4. Al enterarse de que la canción no iba a ser utilizada en la película, la banda lanzó un comunicado y una vista previa de la canción extendida. Más tarde se anunció el 23 de mayo que la canción se presentaría en la película Transformers: Dark of the Moon.
A finales de abril se lanzó un clip del sencillo principal del álbum, "Fallen Angels". Luego se lanzó por completo en el Reino Unido el 1 de mayo. El lanzamiento en los EE. UU. Se extendió desde el 3 de mayo hasta el 10 de mayo se entregará de forma gratuita con el pedido anticipado de Set the World on Fire en iTunes. Debido a que "Fallen Angels" se retrasó, la banda lanzó una vista previa de la canción "Youth and Whiskey" el 3 de mayo. El siguiente sencillo del álbum fue The Legacy, con un video musical filmado por Patrick Fogarty que se estrenó en YouTube el 6 de junio de 2011. Su tercer sencillo de Set the World on Fire fue "Rebel Love Song", que también tenía un video musical dirigido por Patrick Fogarty. El video fue lanzado en YouTube el 19 de octubre. El 25 de octubre, la banda anunció que tenían que cancelar las fechas de la gira por "ciertas razones". Más tarde se anunció que era porque Andy se había roto la nariz en la plataforma ascendente de la batería durante un show. A pesar de la lesión, que fue lo suficientemente mala como para que la gente notara que tenía dificultades para respirar y hablar, estaba decidido a terminar el espectáculo. Después de una visita del médico, le dijeron que se recostara unas semanas para descansar y sanar. Anunciaron que regresarían a la gira para el comienzo de la gira Buried Alive Tour con Avenged Sevenfold, Asking Alexandria y Hollywood Undead.
Se anunció a través del Twitter de Andy que lanzarían un EP titulado Rebels. Lanzaron un avance en YouTube que muestra a Andy grabando voces para su versión de la canción "Rebel Yell" de Billy Idol, que debía aparecer en el EP. Se lanzó otro tráiler del EP, en el que Andy da algunos detalles más al respecto. El tercer y último tráiler sobre el EP fue lanzado el 14 de noviembre, en el que Andy entra en detalles sobre la canción "Coffin", que era una canción sobrante del álbum anterior Set the World on Fire que se lanzaría en el EP. En una entrevista con Chris Droney de Glasswerk National, insinuaron que habría un guitarrista invitado para aparecer en el EP, quien finalmente resultó ser Zakk Wylde (Ozzy Osbourne, Black Label Society), quien toca el solo de guitarra en la versión de la canción Unholy, originalmente interpretada por Kiss. Rebels finalmente fue lanzado el 13 de diciembre de 2011.

### Wretched and Divine: The Story of the Wild Ones(2012-2013)
Una canción de Black Veil Brides, titulada "Unbroken", apareció en la banda sonora de la película The Avengers el 1 de mayo de 2012, y es la única canción lanzada por Black Veil Brides únicamente en un álbum recopilatorio. El 13 de junio, se lanzó el video musical oficial de la canción "Coffin" del EP Rebels.
Con respecto al tercer álbum de la banda, los guitarristas Jinxx y Jake le dijeron a Chris Droney en una entrevista para Glasswerk National que la banda está constantemente escribiendo nueva música y que estaban planeando grabar su próximo álbum en abril de 2012. El 18 de febrero, Jake tuiteó: "Cosas increíbles. Este próximo disco te va a patear el trasero". En una entrevista de febrero de 2012, Ashley Purdy anunció que el tercer álbum de estudio de la banda estaba programado para ser lanzado a fines de 2012. El 2 de mayo, Black Veil Brides anunció: "A partir de hoy, hemos comenzado oficialmente a grabar nuestro nuevo álbum que se lanzará el 30 de octubre". Andy dijo en una entrevista en el Download Festival que "tenemos tres canciones grabadas. Nos hemos fijado una fecha límite a fines de agosto para terminarla. Tenemos 20 a 25 canciones escritas y estamos reduciendo el listado. John Feldmann lo está produciendo. Será más un disco de punk rock que cualquier cosa que hayamos hecho antes. Es como Social Distortion y Metallica". El 4 de septiembre, Andy anunció que habían terminado de grabar el nuevo álbum: "¡Bueno, el seguimiento ha terminado oficialmente para el nuevo disco! ¡Aún quedan algunas cosas por terminar, pero estoy muy feliz, emocionado y orgulloso de este álbum!".
Se anunció que el lanzamiento de su tercer álbum se retrasaría del 30 de octubre de 2012 a enero de 2013. El 8 de octubre, se lanzó la portada del álbum y el título del álbum: Wretched and Divine: The Story of the Wild Ones fue el título, y los pedidos anticipados se lanzaron desde iTunes el 31 de octubre en Halloween. La portada de Wretched and Divine fue hecha por Richard Villa, artista de portada de Black Veil Brides que también hizo la portada de We Stitch These Wounds, Set the World on Fire y Rebels. El sencillo principal de Wretched and Divine, "In the End", fue presentado como una de las canciones del tema de WWE Hell in a Cell. La banda se embarcará en la gira norteamericana "The Church of the Wild Ones" en apoyo del álbum, y se anunciarán más detalles. El 29 de octubre, la banda anunció la lista oficial de canciones y la nueva fecha de lanzamiento reprogramada para el álbum (8 de enero de 2013). El 31 de octubre, se lanzó un avance que revela que Black Veil Brides planeaba lanzar un largometraje titulado Legion of the Black en 2013 en cines seleccionados. Wretched and Divine es un álbum conceptual, y la película es una representación visual de la historia dentro del álbum. La película se proyectó en The Silent Movie Theatre en Los Ángeles, California, del 21 al 23 de diciembre de 2012. Andy Biersack apareció en la presentación para sorprender a los fanáticos, para su deleite. Wretched and Divine: The Story of the Wild Ones se posicionó en el número 7 en el Billboard 200.
Black Veil Brides se presentó en el Warped Tour de junio a agosto de 2013. El 11 de junio de 2013, Black Veil Brides lanzó Wretched and Divine Ultimate Edition que contiene tres pistas exclusivas: "Revelation", "Victory Call" y "Let You Down" junto con el DVD Legion of the Black incluido.
La banda ganó en 20 categorías en la encuesta Alternative Press Readers de 2013.

### Black Veil Brides IV,Valey Salida de Ashley Purdy (2013-2019)
En una entrevista con Artisan News, el cantante de la banda Andy Biersack dijo que la banda decidió comenzar a trabajar en su cuarto álbum, y que la intención de la banda era "hacer algo que nunca antes habíamos hecho realmente". Explicó que después de hacer el álbum Wretched and Divine, se convirtieron en "la banda que creo que deberíamos ser. Creo que estamos en el lugar correcto". Andy también dijo en una entrevista con Pit Cam TV que probablemente terminarían el álbum en el estudio durante el verano de 2014. Black Veil Brides ganó un Golden God Award por su canción "In the End", ganando "canción del año" y éxitos de radio masivos.
El cuarto álbum homónimo de la banda fue lanzado el 28 de octubre de 2014. En julio de 2014, Black Veil Brides anunció la disponibilidad de pedidos anticipados para el álbum en PledgeMusic. La banda fue la cabeza de cartel en Estados Unidos con bandas de apoyo que consistieron en Falling in Reverse, Set It Off y Drama Club durante octubre y noviembre y apodaron la gira, "The Black Mass".La primera canción lanzada del disco, "Heart of Fire", debutó en el Rock Show de la BBC Radio 1 con Daniel P Carter el 7 de septiembre de 2014, y más tarde en la semana se lanzó otra canción nueva en YouTube titulada "Faithless". El 6 de octubre de 2014, lanzaron el video musical de su canción "Heart of Fire". Poco después de esto, el 31 de octubre de 2014, el video musical de la canción "Goodbye Agony" fue lanzado en YouTube. 18 de octubre de 2014 en adelante hasta el 27 de octubre de 2014, se publicaron diariamente en YouTube cortos de sus canciones del nuevo álbum en el canal "BlackVeilBridestv".
El 10 de julio de 2015, Black Veil Brides lanzó su primer DVD/Blu-ray en vivo titulado Alive and Burning, que se filmó en The Wiltern en Los Ángeles, y quedó en el puesto número 1 en las listas de Billboard de los Estados Unidos y el Reino Unido.
En noviembre de 2015, Andy Biersack habló con Alternative Press y señaló que la banda se encontraba en las primeras etapas de la escritura, pero también señaló que "una vez que terminamos la grabación en el disco de Andy Black, comenzamos a cambiar el enfoque a Black Veil Brides".
El 21 de diciembre de 2016, Black Veil Brides lanzó el primer sencillo de su nuevo álbum titulado "The Outsider". El nuevo álbum titulado Vale fue lanzado el 12 de enero de 2018.
El 15 de noviembre de 2019, Black Veil Brides anunció que se habían separado del bajista Ashley Purdy. El guitarrista de Andy, Lonny Eagleton, fue presentado como nuevo bajista.

### The Phantom TomorrowyThe Mourning(2020–2022)
El 2 de agosto de 2020, luego del programa de transmisión en vivo que celebró la regrabación de We Stitch These Wounds, Jeremy "Jinxx" Ferguson confirmó que están trabajando en un nuevo álbum durante la pandemia de COVID-19.
El 11 de noviembre de 2020, la banda anunció The Phantom Tomorrow en una entrevista con Kerrang, cuyo lanzamiento estaba programado para 2021. El primer sencillo "Scarlet Cross" se lanzó el 12 de noviembre  del 2020.
El 12 de abril de 2021, la banda lanzó el segundo sencillo de The Phantom Tomorrow, "Fields of Bone", además de publicar la portada, la lista de canciones y los detalles de la reserva. El 4 de mayo, la banda anunció que se vieron obligados a retrasar el lanzamiento de The Phantom Tomorrow debido a las complicaciones de producción causadas por la pandemia de COVID-19, lo que retrasó el lanzamiento del álbum del 4 de junio de 2021 al 29 de octubre de 2021.
El 6 de septiembre de 2022, la banda lanzó el sencillo "Saviour II" y su correspondiente vídeo musical. Al mismo tiempo, anunciaron su nuevo EP llamado The Mourning el cual fue lanzado el 21 de octubre de 2022 a través de Sumerian Records.

### Bleeders(2024-presente)
En abril de 2024 Black Veil Brides comunicó a través de un mensaje enigmático en redes sociales que pronto lanzarían nuevo material. Publicaron una imagen al estilo de Sweeney Todd con una navaja de afeitar manchada de sangre, lo que generó especulaciones sobre si se trataría de un EP o un álbum. Finalmente, se confirmó que sería un EP con Spinefarm Records, en el cual prometian ser «tanto una banda sonora como un reflejo de todo lo que ha sido, es y será BVB».
El 19 de septiembre de 2024, Andy Biersack le confirmó a la revista Kerrang! que ya han empezado a trabajar en el séptimo álbum de la banda y que buscarán volver al estudio y empezar a grabar.

## Estilo musical e influencias
Steve Losey de Allmusic llamó al álbum debut de la banda —We Stitch These Wounds— «una mezcla del metalcore con rock melódico y glam». Respecto al segundo álbum de la banda, Set The World On Fire, Gregory Burkart de Fearnet lo comparó con «un clásico Mötley Crüe y un destructor Kiss». Por otro lado, el sitio web Blabbermouth se ha referido en múltiples ocasiones a la banda como «los teatrales roqueros de Los Ángeles».
Andy Biersack expresó la admiración por parte de los miembros de Black Veil Brides hacia los anteriormente mencionados Mötley Crüe y KISS. En una entrevista con el sitio web Exhibit Gallery, Jake Pitts dijo: «definitivamente Metallica es una de mis influencias. Paul Gilbert y Buckethead han sido mis principales influencias cuando toco solos de guitarra». Jake también comentó que sus bandas favoritas son Van Halen y Scorpions y agregó: «dejé de escuchar a otras bandas porque no quiero copiar nada, sólo hacer mi propia música». En una entrevista hecha por Muen Magazine, Andy mencionó el hecho de que la banda fue creada con «una especie de modernización o algún mensaje [...] creando personajes con los que los chicos pudiesen identificarse [...]». Asimismo, destacó cómo es que su padre, quien en su juventud formaba parte de una banda influyó en suma medida en cuanto a su indumentaria y sus gustos por temáticas de rock; reflejando también la influencia de bandas como Misfits, Slipknot y Korn, reflejando en sus letras «las cosas de la vida, y que uno mismo tiene una fuerza interior [...] Todos tienen una fuerza dentro, todo es cuestión de hallar un catalizador que nos impulse a encontrarlo». De igual forma destacó que sus corrientes ateístas se ven estampadas en cada una de las letras, y que en cada trabajo de arte su obsesión por estos les hace contar una historia y el significado detrás de esta.
En tanto, Ashley Purdy, en una entrevista por Barebones Music, mencionó: «Llevamos un mensaje para que creas en ti mismo y no dejes que alguien más te diga lo contrario. Nos levantamos apoyando a los desvalidos y marginados. Algo extraño, raro o único [...] Eso es lo que aceptamos. Así que, básicamente, ponte de pie por ti mismo, diviértete y vive tu vida como lo prefieras. Sólo tienes una vida, sácale el máximo provecho». En contraste con esto, en una entrevista hecha por Gregory Burkart a la banda, destacó que los «elementos de terror y héroes oscuros» son también motivo de inspiración en su lírica y en su estilo de vestimenta; mencionando a Mad Max, Friday the 13th, Halloween e incluso Spawn de Todd McFarlane.

## Discografía
Álbumes de estudio
- 2010: We Stitch These Wounds
- 2011: Set The World On Fire
- 2013: Wretched and Divine: The Story of the Wild Ones
- 2014: Black Veil Brides IV
- 2018: Vale
- 2021: The Phantom Tomorrow

## Giras
| Año  | Gira                                      | Detalles | Refs.                |
| ---- | ----------------------------------------- | --- | -------------------- |
| 2009 | On Leather Wings Tour                     | - Diciembre de 2009 - Es la primera gira del grupo                                                                      | [ 2 ]                |
| 2010 | Royal Family Clothing Tour                | - De marzo a abril de 2010 - Con From First To Last, Eyes Set To Kill, Confide y Sleeping With Sirens                   | [ 75 ] [ 76 ]        |
| 2010 | The Sacred Ceremony Tour                  | - De julio a agosto de 2010 - Con Modern Day Escape, Vampire's Everywhere y Get Scared                                  | [ 77 ]               |
| 2010 | Entertainment Or Death Tour               | - De octubre a noviembre de 2010 - Con William Control y Motionless In White                                            |                      |
| 2010 | Black Veil Brides / The Birthday Massacre | - Noviembre de 2010 - Con The Birthday Massacre, Dommin y Aural Vampire                                                 | [ 78 ] [ 79 ]        |
| 2011 | God Save The Scream Tour                  | - Febrero de 2011 - Con Murderdolls                                                                                     |                      |
| 2011 | AP Tour Spring 2011                       | - De marzo a mayo de 2011 - Con D.R.U.G.S., I See Stars, VersaEmerge y Conditions                                       | [ 80 ] [ 81 ]        |
| 2011 | Warped Tour                               | - De junio a agosto de 2011 - Black Veil Brides no estuvo la primera semana de la gira; Andy se fracturó tres costillas | [ 82 ] [ 83 ] [ 84 ] |
| 2011 | Black Veil Brides UK Tour                 | - De octubre a noviembre de 2011 - Últimas fechas fueron canceladas, ya que Andy se rompió la nariz                     | [ 85 ] [ 86 ]        |
| 2011 | Buried Alive Tour                         | - De noviembre a diciembre de 2011 - Telonero de Avenged Sevenfold. Con Hollywood Undead y Asking Alexandria            | [ 87 ] [ 88 ]        |
| 2012 | UK and Ireland Tour                       | - De marzo a abril de 2012 - Con D.R.U.G.S.                                                                             | [ 89 ] [ 90 ]        |
| 2012 | European Summer Tour                      | - Junio de 2012 - Últimas fechas canceladas por la muerte del abuelo de Andy - Telonero de Slash y Mötley Crüe          | [ 91 ] [ 92 ] [ 93 ] |
| 2012 | The Church Of The Wild Ones               | - De enero a marzo de 2013                                                                                              | [ 94 ]               |

## Miembros
| Miembros actuales - Andy Biersack - voz (2006-presente), teclados (2007-presente), bajo (2006-2007 en vivo, 2008-2009, 2019) - Jeremy «Jinxx» Ferguson - guitarra rítmica, teclados, violín y coros (2009-presente) - Jake Pitts - guitarra líder (2009-presente) - Christian Coma - batería (2010-presente) - Lonny Eagleton - bajo y coros (2019-presente) Miembros anteriores - Johnny Herold - guitarra líder (2006) - Kevin Harris - teclados (2006-2007) - Nate Shipp - guitarra rítmica, coros (2006-2007), guitarra líder (2006-2007), bajo (2006-2007 en estudio) - Phil Cenedella - bajo, coros (2006) - Chris Riesenberg - batería (2006) - Robert Thomas - bajo (2007-2008) - Mike Stamper - batería (2006-2009) - Chris Hollywood - guitarra líder, coros (2007-2009), guitarra rítmica (2007-2009) - Sandra Alvarenga - batería (2009-2010) - Pan The Gypsy - guitarra rítmica (2009), guitarra líder (2009-2010) - Ashley Purdy - bajo y coros (2009-2019) |

## Reconocimientos
La siguiente lista alberga algunos de los reconocimientos o premios que han sido otorgados por diversas revistas musicales a Black Veil Brides, ya sea por sus miembros o sus trabajos discográficos.
| Año  | Trabajo nominado      | Premio                                       | Resultado |
| ---- | --------------------- | -------------------------------------------- | --------- |
| 2011 | Black Veil Brides     | Revolver Golden Gods: Mejor banda nueva      | Ganador   |
| 2011 | Black Veil Brides     | Kerrang!: Mejor artista nuevo internacional  | Ganador   |
| 2011 | Black Veil Brides     | Rock Sound: Banda del año                    | Ganador   |
| 2011 | Black Veil Brides     | Alternative Press: Banda del año             | Ganador   |
| 2011 | Black Veil Brides     | Alternative Press: Banda en vivo del año     | Ganador   |
| 2011 | Black Veil Brides     | Alternative Press: Banda con mejor mercancía | Ganador   |
| 2011 | Andy Biersack         | Alternative Press: Vocalista del año         | Ganador   |
| 2011 | Christian Coma        | Alternative Press: Baterista del año         | Ganador   |
| 2011 | Jake Pitts y Jinxx    | Alternative Press: Guitarristas del año      | Nominados |
| 2011 | Ashley Purdy          | Alternative Press: Bajista del año           | Nominado  |
| 2011 | Set The World On Fire | Alternative Press: Álbum del año             | Ganador   |
| 2011 | «Fallen Angels»       | Alternative Press: Canción del año           | Ganadora  |
| 2012 | Jinxx y Jake Pitts    | Revolver Golden Gods: Mejores guitarristas   | Ganador   |
| 2012 | BVB Army              | Revolver Golden Gods: Fans más dedicados     | Nominados |
| 2012 | Andy Biersack         | Revolver Golden Gods: Mejor Vocalista        | Nominado  |
| 2012 | Andy Biersack         | Kerrang! Awards: El hombre más sexy          | Nominado  |
| 2012 | Ashley Purdy          | Kerrang! Awards: El hombre más sexy          | Nominado  |
| 2012 | Set The World On Fire | Kerrang! Awards: Mejor álbum                 | Nominado  |
| 2012 | «Rebel Love Song»     | Kerrang! Awards: Mejor sencillo              | Ganador   |
| 2012 | Black Veil Brides     | Kerrang! Awards: Mejor banda en vivo         | Nominado  |